# Heinz Kühner
Heinz Karl Franz Kühner (* 2. Oktober 1920 in Rauschengrund, Tschechoslowakei; † 27. Januar 1960 in Berlin) war ein deutscher Schauspieler und Regie-Assistent.

## Leben und Wirken
Kühner erhielt seine Schauspielausbildung zwischen 1936 und 1938 an der Schauspielschule des Deutschen Theaters Prag. 1938 gab er sein Bühnendebüt als „Hans“ in einer Inszenierung von Max Halbes Jugend am Stadttheater Brüx, wo er bis 1940 auch sein erstes Engagement innehatte. Nach fünf Jahren als Soldat bzw. in Kriegsgefangenschaft kehrte er 1945 am Theater der Stadt Zeitz auf die Bühne zurück. Fortan spielte er im Charakterfach an verschiedenen Theatern in der Sowjetischen Besatzungszone wie in Zeitz, an der Freilichtbühne Gohliser Schlößchen in Leipzig und am Kreistheater Glauchau. Nach Gründung der DDR wurde nach einem kurzen Engagement am Landestheater Potsdam die Hauptstadt Berlin für Kühner das Zentrum seiner künstlerischen Tätigkeit. 1951/52 bei der Deutschen Konzert- und Gastspieldirektion beschäftigt, spielte er ab 1952 am Maxim-Gorki-Theater und gab Gastspiele an weiteren Berliner Bühnen. Er verkörperte Charakterrollen wie den „Fernand“ in Henri Bernsteins Der Dieb und den „Heinz“ in Peter Nells Die Eysenhardts. Außerdem übernahm er oft die Regie-Assistenz.
Daneben wirkte Kühner in zahlreichen Filmproduktionen vor allem bei der DEFA mit. Er spielte unter namhaften Regisseuren wie Kurt Maetzig in Ehe im Schatten, Slatan Dudow in Unser täglich Brot und Frauenschicksale sowie Wolfgang Schleif in Die blauen Schwerter. Außerdem arbeitete er umfangreich als Sprecher für Hörspielproduktionen und Filmsynchronisation.

## Filmografie (Auswahl)
- 1947: Ehe im Schatten
- 1949: Unser täglich Brot
- 1949: Das Mädchen Christine
- 1949: Der Kahn der fröhlichen Leute
- 1949: Die blauen Schwerter
- 1952: Frauenschicksale
- 1954: Rittmeister Wronski
- 1954: Bezauberndes Fräulein